# Hullámlovaglás a nyári olimpiai játékokon
Az olimpiai játékokon először 2020-ban rendeztek tornákat hullámlovaglásban.

## Története
George Freeth amerikai vízimentő és Duke Kahanamoku olimpiai bajnok úszó fejlesztették ki a mai hullámlovaglást. Azt tervezték, hogy az új sportot olimpiai sportággá változtassák. A hullámlovaglás azonban csak száz évvel később, 2020-ban vált hivatalosan olimpiai sportággá.
A férfi és női versenyszámokban is 20-20 sportoló vett részt.
2024-ben ismét lesz hullámlovaglás az olimpiai sportágak között, a versenyeket pedig Tahiti szigetén rendezik meg, annak ellenére, hogy az olimpiát Párizsban rendezik.